# Сеитниязов, Розум
Розум Сеитниязов (узб. Розум Сеитниёзов) — советский хозяйственный, государственный и политический деятель, Герой Социалистического Труда.

## Биография
Родился в 1906 году. Член КПСС.
С 1926 года — на хозяйственной, общественной и политической работе. В 1926—1960 гг. — хозяйственный и советский работник в Каракалпакской АССР, председатель исполкома Турткульского районного Совета депутатов трудящихся Кара-Калпакской АССР.
Указом Президиума Верховного Совета СССР от 11 января 1957 года присвоено звание Героя Социалистического Труда с вручением ордена Ленина и золотой медали «Серп и Молот».
Избирался депутатом Верховного Совета Узбекской ССР 2-го, 3-го и 4-го созывов.
Умер после 1960 года.